# Atatürk reformjai

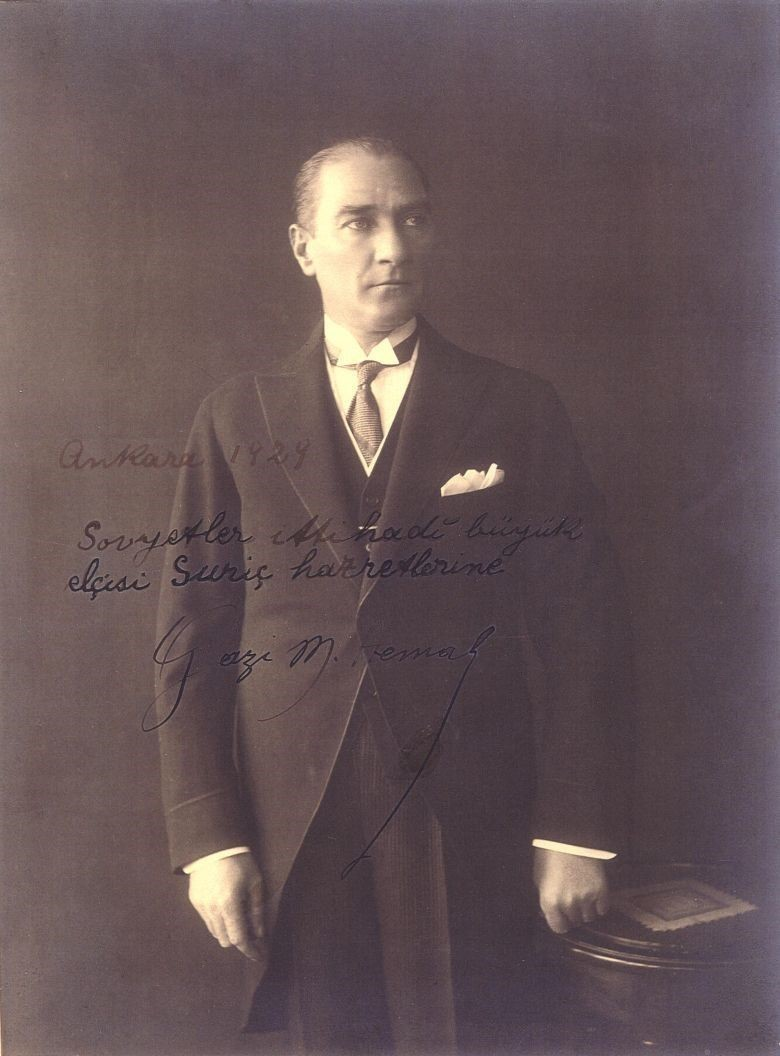
Musztafa Kemal Atatürk latin kézírással ellátott ajándék fotója a szovjet nagykövetnek 1929-ből.

Atatürk reformjai (törökül: Atatürk Devrimleri vagy Atatürk İnkılapları) olyan politikai, jogi, kulturális, szociális és gazdasági reformok összessége, melyet Mustafa Kemal Atatürk, a Török Köztársaság alapítója és elnöke vezetett be a török függetlenségi háború után, 1922 és 1938 között.
A Török Köztársaság közvetlenül az Oszmán Birodalom összeomlása után jött létre 1923-ban. II. Abdul-Medzsid szultánt 1924-ben fosztották meg trónjától. Atatürk célja a reformokkal Törökország európai szintre emelése volt mind kulturális, mind gazdasági szempontból. Atatürk hitt a demokráciában és abban, hogy Törökország csakis demokratikus államként létezhet a 20. században:

| „ | A Nagy Török nemzetgyűlés az egyetlen, egyedüli képviselője az egyetlen, igazi Török Államnak. | ” |
| – |                                                                                                |   |

| „ | Egy nap halandó testem elporlad, de a Török Köztársaság örökké állni fog. | ” |
| – |                                                                           |   |

Az olykor túl radikális reformokat öt csoportba lehet osztani.

## Politikai reformok[4]
- Az oszmán szultánság eltörlése (1922. november 1.); az oszmán szultáni család tagjai száműzetésbe kényszerültek. Ezzel lehetővé vált, hogy a török nép a reprezentatív demokrácia elvének megfelelően szavazással kormányt válasszon.
- Az új Török Köztársaság kikiáltása (1923. október 29.)
- A kalifátus eltörlése (1924)

## Szociális reformok[4]

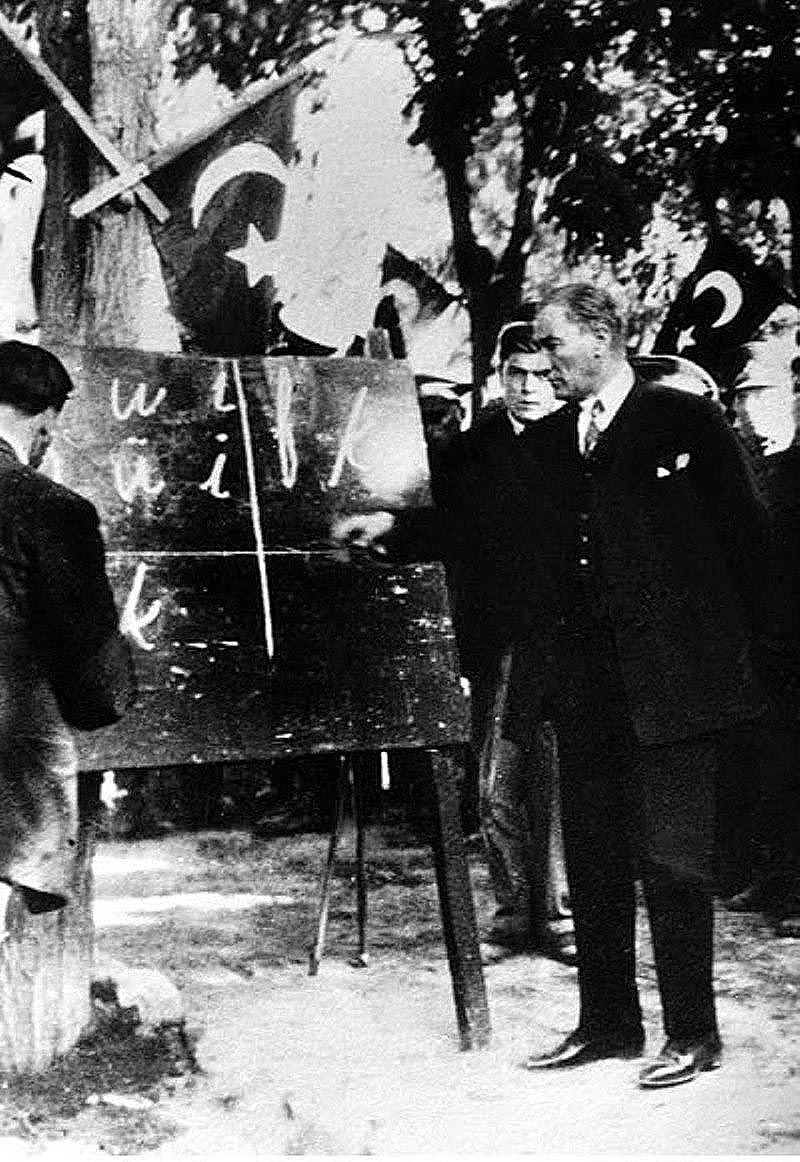
Atatürk az új török ábécét magyarázza Kayseri népének. (1928. szeptember 20.)

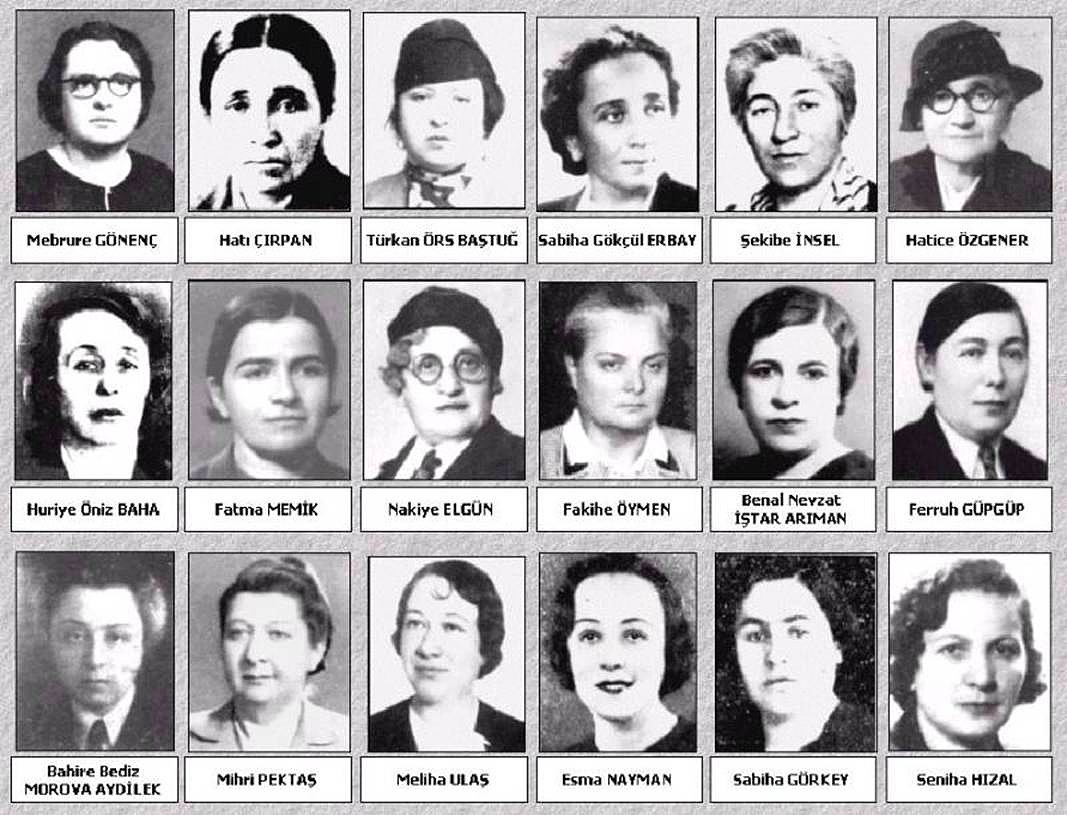
Az első képviselőnők a török parlamentben, 1935-ben

- A nemek közötti egyenlőség elismerése (1926–34)
- A török fejfedő, a fez viselésének betiltása, az európai öltözködési szokások bevezetése (1925. november 25.)
- A különböző vallási szekták és dervisrendek felszámolása (1925. november 30.)
- A családnév használatának bevezetése (előzőleg csak a keresztnév, illetve toldaléknevek voltak használatban, pl: Ali fia, Mehmet; Orhan, a kovács) (1934. június 21.)
- Címek és megkülönböztető nevek eltörlése (mint pasa, bej stb.) (1934. november 26.)
- A Gergely-naptár és a nemzetközileg elfogadott mértékegységek bevezetése (1925–31)
- A szabadkőműves páholyok bezárása (1935. október 14)[5][6]

## Jogi reformok[4]
| „         | Vallásunk sohasem követelte meg a nőktől, hogy alacsonyabban álljanak a férfiaknál. Amit Isten parancsol a férfinak és a nőnek az, hogy együtt fedezzék fel a tudás és a tudomány világát. (…) A török nőnek a legfelvilágosultabbnak, legtisztességesebbnek, legerkölcsösebbnek kell lennie a világon. | ” |
| – Atatürk | |   |

- 1930-ban a nők részleges, majd 1934. december 5-én teljes politikai jogot kaptak (jogot a választásra és a választhatóságra).
- A muszlim bíróságok bezáratása, a muszlim jog, a saría eltörlése. (1924–1937)
- Szekuláris jogszabályok átvétele Svájcból és más nyugat-európai országokból. (1924–1937)
- Új büntetőtörvénykönyv bevezetése olasz modell alapján. (1926. március 1.)
- Az állam és az egyház elválasztása, melyet az alkotmányban is rögzítettek. (1937. február 5.)

## Oktatási és kulturális reformok[4]
| „         | A kultúra jelentése: olvasni, megérteni, látni, feldolgozni, amit látunk, gondolkodni és kiművelni az elmét. | ” |
| – Atatürk | |   |

- A vallási iskolák eltörlése, nemzeti oktatási rendszer bevezetése (Az oktatás egységesítése) (1924. március 3.)
- Új török ábécé bevezetése, melyet a latin ábécé alapján hoztak létre. Mindenkinek kötelező volt megtanulni az új írást, az arab írást betiltották. (1928. november 1.)
- A Török Nyelvintézet (Türk Dil Kurumu) és a Török Történelmi Társaság (Türk Tarih Kurumu) létrehozása a török nyelv és történelem kutatásához. (1931–1932)
- Az egyetemi oktatási rendszer reformja. (1933. május 31.)
- Művészetek segítése (például szépművészeti múzeumok alapítása, támogatása).

## Gazdasági reformok[4]
- Ipari létesítmények telepítése, fejlesztése.
- A 16. század óta érvényben lévő, ún. kapitulációk (a külföldieknek adott kivételezett gazdasági/politikai jogok) visszavonása.
- A tömegközlekedés és a közlekedéshez szükséges infrastruktúra fejlesztése.
- A tized fizetésének eltörlése.
- Modern mezőgazdasági technikák és eszközök bevezetése, mintafarmok létrehozása.